# Staatsraad (China)
De Staatsraad (vereenvoudigd Chinees: 国务院; traditioneel Chinees: 國務院; pinyin: Guówùyuàn) is het hoogste uitvoerend orgaan van de Volksrepubliek China. De grondwet geeft als synoniem Centrale Volksregering; deze benaming wordt vooral gebruikt met betrekking tot Hongkong en Macau en andere lokale regeringen. De Staatsraad werd ingesteld ingevolge de Grondwet van 1954, de eerste Chinese Grondwet na de communistische machtsovername in 1949.

## Situering binnen het staatsbestel
De staatsraad geeft leiding aan de volksregeringen in de provincies. Hij is grondwettelijk verantwoordelijk tegenover het Nationaal Volkscongres of haar Permanent Comité. 
In de praktijk bekleden de leden van de staatsraad hoge functies binnen de Communistische Partij van China en/of het Volksbevrijdingsleger.
De staatsraad is niet te verwarren met de voormalige Hoge Raad van Staatszaken, die voorgezeten werd door de president.

## Organisatie
De staatsraad wordt voorgezeten door de premier en bestaat voorts, in plenaire vorm, uit de vice-premiers, de raadsleden, de ministers, de commissievoorzitters, de president van de Rekenkamer en de algemeen-secretaris. Onder de regering-Li Keqiang (aangetreden 2013) telt de staatsraad 35 leden, waarvan vier vice-premiers en vijf raadsleden.
De plenaire staatsraad komt minder frequent bijeen dan de uitvoerende vergadering. Dit is een soort kernkabinet dat gelijk is aan de staatsraad zonder de ministers en de commissievoorzitters. In beide constellaties komt de staatsraad bijeen op initiatief van de premier.

## Benoeming en termijn
De leden van de Staatsraad worden benoemd door de president die daarbij "de Nationale Volksvergadering volgt" (art. 80 van de grondwet 1982). 
De premier, de vice-premiers en de raadsleden van de Staatsraad mogen hun ambt niet langer dan twee opeenvolgende termijnen uitoefenen.